# ケネス・グレアム
ケネス・グレアム（Kenneth Grahame、1859年3月8日 - 1932年7月6日）は、イギリス・スコットランドの小説家。ケネス・グレーアムとも表記される。ケネス・グラハムという表記も見られるが、これは誤転写である。 児童文学の名作として知られる『たのしい川べ』（The Wind in the Willows、1908年）の作者として有名。

## 生涯
1859年、スコットランドのエディンバラに生まれる。3歳上に姉ヘレン、1歳上に兄トマス・ウィリアムがいた。父のジェイムズ・カニンガム・グレアムは弁護士をしていたが、性格の弱さが禍いして家族の生活は不安定であった。グレアムが5歳になったとき、母のエリザベスが弟のローランドを出産してまもなく猩紅熱で死亡する。その後、ケネスたち兄弟は父と別れて、イングランドのバークシャー州クッカム・ディーンに住む母方の祖母と共に暮らした。
5歳のグレアムにとって、この田舎町での牧歌的な生活は孤独ではあったが、近くを流れるテムズ川とその回りの自然や小動物たちに親しみを感じた。両親と別れ、思いのままにならない日々を送らねばならなかった少年ケネスにとって、自然は避難場所であり、魔法の国であった。
成人したグレアムは幼年期についてこう語っている。
「四つから七つまでの記憶のほか、あとは、とくに覚えていることは、何もない」。
のちに進学したオックスフォードのセントエドワーズ校において彼は傑出した生徒であり、オックスフォード大学への入学を希望したが、学費の問題で叶わなかった。イングランド銀行への就職を余儀なくされ、1908年に体調を崩して退職するまで働き続けた。
しかし、こうした暮らしの中でロンドンの芸術家達のたまり場であるレストランで、学者や芸術家達と知り合いになるなど、これまでとは全く違った人々に出会っていく。その折、オックスフォード新辞典を編纂することになった言語学者のフレデリック・ファーニヴァルの勧めで、古典文学の研究会にも出席している。さらに、グレアムはそのころ名の高かった文学者とも、友人としてつきあう幸運を得ていった。こうして彼は、自らもひとりひそかに詩や随筆を手帳に書きしるすようになり、そして1890年ころからグレアムの随筆は、あちこちの有名な文芸雑誌に出はじめた。それらの随筆は後に、『黄金時代』（1895年）や『夢の日々』（Dream Days，1898年）といった短編集にまとめられて出版された。そして、それらの作品によってグレアムは名声と成功を手にする。
作家活動の一方で銀行員として働いていたグレアムだが、年齢とともに地位も上がり1898年に総務部長に昇進する。その前年には仕事先の家で3歳年下のエルスペス・トムソンと知り合い、1899年に40歳で結婚し、翌年、男の子が生まれアラステアと名付けられた。
そして、前作から10年後の1908年にイギリスのメスエンという出版社から、今日グレアムの名を不朽にしている『たのしい川べ』が出版された。この物語はもともと、彼が息子アラステアのために執筆し、そのことで物語の主人公である「ヒキガエル屋敷のヒキガエル」」のわがままぶりを親子で分かち合ったのである。しかし彼の結婚は不幸せなものであった。というのも彼の唯一の子供であった息子アラステアは生まれた時から片目が見えず、その短い生涯の間ずっと健康の問題で苦しみ続けた。
彼の代表作である『たのしい川べ』は、それまで何人かの有名な画家によって挿絵がつけられてきたが、1931年の版には『クマのプーさん』の挿絵も描いたE・H・シェパードによって、物語に登場する小動物たちの世界が、はじめて生き生きと描かれた。
シェパードがその挿絵を描く際にグレアムを訪れたとき、彼は既に一緒に川べを歩くことができないほど衰えていたが、どの辺りを歩けばよいかをシェパードに教えた。
その時にシェパードに向けてこう語っている。
「どうか、この動物たちを親切に描いてください。私は、彼らを愛しているのです。」
ケネス・グレアムは1932年、イングランドのバークシャー州パングボーン（Pangbourne）で没し、オックスフォードのホーリーウェル共同墓地に埋葬された。

## 著書
- Pagan Papers （1893年）
- 『黄金時代』 （The Golden Age、1895年）
- Dream Days （1898年）
- 『おひとよしのりゅう』 （The Reluctant Dragon、1898年）
- The Headswoman (1898年)
- 『たのしい川べ』 （The Wind in the Willows、1908年）
- 『おさわがせなバーティくん』（Bertie's Escapade 、1949年)

## 日本語訳
- 『黄金時代』
三宅興子・松下宏子編訳、翰林書房、2018年1月、ISBN 978-4877374167。
- 『おひとよしのりゅう』
石井桃子訳、学習研究社、初版1966年2月
石井桃子訳、学研プラス、新版2018年1月（新編復刊）
- 『たのしい川べ：ヒキガエルの冒険』
石井桃子訳、岩波書店（単行版）、1963年11月、ISBN 978-4001108170。
- 『たのしい川べ』
石井桃子訳、岩波書店「岩波少年文庫」、2002年7月、ISBN 978-4001140996。
- 『おさわがせなバーティくん』
中川千尋訳、徳間書店、2000年9月、ISBN 978-4198612443。
- 『ものぐさドラゴン』、他の作家の作品も収録
冨山太佳夫・冨山芳子 編、青土社・妖精文庫、1999年
- 『楽しい川辺』麻生九美訳、光文社古典新訳文庫、2025年